# Focus Iran, l'audace au premier plan
Focus Iran, l'audace au premier plan est un documentaire français sur la photographie iranienne réalisé par Nathalie Masduraud et Valérie Urrea, en 2017.

## Synopsis
Nathalie Masduraud et Valérie Urrea font le portrait de cinq photographes iraniens, dont quatre femmes. Les deux réalisatrices suivent quatre femmes Tahmineh Monzavi, Solmaz Daryani, Shadi Ghadirian et Newsha Tavakolian et  Abbas Kowsari, en Iran, dans l'exercice de leur métier. La photographie est un outil d'expression, alors même que  le pays est tiraillé entre modernité et tradition. Les artistes sont confrontés aux règles dictées par l'état iranien et à la censure.      

## Distinctions
- Les étoiles du documentaire, 2018, Paris[3]

## Fiche technique
- Réalisation : Nathalie Masduraud et Valérie Urrea
- Image: Philippe Guilbert
- Montage: Muriel Breton
- Son: Shahin Poor Dadashi
- Durée : 53 minutes
- Date : 2017
- Production : Doriane Film, Harbor Films